# Parcs nationaux de Nouvelle-Zélande

Carte des parcs nationaux de Nouvelle-Zélande.

Le ministère de la Conservation est chargé de l'administration des parcs nationaux de la Nouvelle-Zélande. La Nouvelle-Zélande possède quatorze parcs nationaux (recouvrant environ 25 000 km²), vingt parcs forestiers (18 000 km²), environ 3 500 réserves recouvrant 15 000 km², et environ 610 km² de terres privées protégées.

## Généralités
Le National Parks Act 1980 prévoit la création de parcs nationaux ou de réserves dans les régions où les paysages sont d'une qualité particulière, ainsi que les territoires dont le terrain ou l'environnement sont scientifiquement et écologiquement importants, méritant une préservation dans l'intérêt national. L'acte assure également l'accès du public aux parcs, quoique de manière restreinte là où il est nécessaire de protéger certaines espèces, animales ou végétales, ainsi qu'aux zones fragiles. L'accès à des régions spécialement protégées, celles-ci recouvrant 550 km², est limitée aux personnes autorisées.
L'acte stipule que les parcs nationaux doivent être préservés autant que possible dans leur état naturel en ce qui concerne le sol, l'eau et la forêt. Les plantes et animaux seront préservés ; les plantes et animaux non endémiques étant retirés autant que possible et s'ils contrarient avec les buts premiers. Le développement dans le parc est limité aux sentiers et des huttes nécessaires à l'étude des espèces ou au contrôle des espèces animales envahissantes. L'acte permet au ministère de la Conservation de fournir des équipements tels que des auberges, des huttes et des terrains de camping, des zones de ski, ainsi que des sentiers et quelques routes. Le logement, le transport et d'autres services installés aux entrées du parcs sont fournis par le ministère de la Conservation ainsi que d'autres départements du gouvernement, des organisations bénévoles ou des entreprises privées. Certains services dans les parcs, tels que des randonnées guidées ou des leçons de ski, sont fournis par des entreprises privées sous concession du gouvernement.

## Parcs nationaux

### Île du Nord
Parc national de Tongariro
796 km², fondé en 1887. Le premier parc national de Nouvelle-Zélande. Il inclut les volcans Ruapehu, Ngauruhoe et Tongariro.
Parc national de Te Urewera
2 127 km², fondé en 1954. Inclut le lac Waikaremoana et contient la région forestière la plus grande de l'île du Nord.
Parc national d'Egmont
335 km², fondé en 1900. Comprend toutes les terres à un rayon de 9 km du mont Taranaki/Egmont, dont le cône symétrique est un symbole de la région.
Parc national de Whanganui
742 km², fondé en 1986. Longe les deux rives du fleuve Whanganui, qui n'est pas lui-même partie du parc.

### Île du Sud
Parc national de Kahurangi
4 520 km², fondé en 1996. Comprend une région très isolée ; est le second parc national du pays par sa taille.
Parc national Abel Tasman
225 km², fondé en 1942. Comprend de nombreuses baies et plages de sable doré sur la baie de Tasman. C'est le plus petit des parcs nationaux.
Parc national des lacs Nelson
1 018 km², fondé en 1956. Comprend les lacs isolés Rotoiti et Rotoroa.
Parc national de Paparoa
306 km², fondé en 1987. Comprend les célèbres Pancake Rocks à Punakaiki.
Parc national d'Arthur's Pass
1 144 km², fondé en 1929. Région très isolée et accidentée.

#### Te Wāhipounamu
Sur la liste du patrimoine mondial de l'UNESCO, il comprend les parcs suivants :
Parc national Aoraki/Mount Cook
707 km², fondé en 1953. Parc alpin abritant le pic le plus élevé de Nouvelle-Zélande, Aoraki/Mount Cook (3 754 m).
Parc national de Fiordland
12 519 km², fondé en 1952. Le plus grand parc national du pays et l'un des plus grands du monde. Comprend de nombreux fjords, fleuves, rivières, et cascades.
Parc national du mont Aspiring
3 555 km², fondé en 1964. Comprend le mont Aspiring (3 036 m), le second pic le plus élevé du pays.
Parc national de Westland Tai Poutini
1 175 km², fondé en 1960. Comprend des glaciers et de la forêt humide.

### Île Stewart
Parc national de Rakiura
1 500 km², fondé en 2002. Situé sur l'île Stewart.